# Concord Rangers Football Club
 (mai 2020).
Maillots
Concord Rangers Football Club est un club de football anglais basé à Canvey Island dans l'Essex, il a été fondé en 1967. il joue ses matchs à Thaves Road.

## Histoire
- 1967 : Fondation de Concord Rangers[1].
- 2008 : Le club remporte l'Essex Senior League (D9)[2].
- 2010 : Le club est promu via les play-offs de l'Isthmian League Division One North (D8)[3].
- 2013 : Le club est promu en National League South (D6) après sa victoire en barrages de l'Isthmian League Premier Division (D7)[4],[5],[6],[7].
- 2023 : Le club est relégué en Isthmian League.

## Staff
| Rôle               | Nationalité             | Nom           |
| ------------------ | ----------------------- | ------------- |
| Entraîneur         |                         |               |
| Entraîneur adjoint | Drapeau de l'Angleterre | Lee Minshull  |
| Coach sportif      | Drapeau de l'Angleterre | James Roach   |
| Thérapeutique      | Drapeau de l'Angleterre | Abbie Garwood |

## Palmarès
| Coupes nationales              | Compétitions mineures | Compétitions régionales |
| - FA Trophy - Finaliste : 2020 | - Isthmian League Premier Division (1) : - Vainqueur des play-offs : 2012-2013 - Isthmian League Division One North (1) : - Vainqueur des play-offs : 2009-2010 - Finaliste des play-offs : 2008-2009 | - Isthmian League Cup (1) : - Champion : 2012-2013 - Essex Senior League (3) : - Champion : 1997-1998, 2003-2004, 2007-2008 - Essex Intermediate League (1) - Champion : 1990-1991 - Essex Senior Cup (3) - Vainqueur : 2013-2014, 2014-2015, 2015-2016 |